# سونیک دریفت
سونیک دریفت (به انگلیسی: Sonic Drift) بازی مسابقه‌ای محصول سال ۱۹۹۴ بر پایهٔ سونیک خارپشت می‌باشد که توسط سگا توسعه‌یافته و برای گیم گیر منتشر گردیده‌است.